# Ruta de los conventos en Yucatán
Llámase ruta de los conventos en el estado de Yucatán, en México, a un recorrido de carácter turístico que se hace entre diversas poblaciones de la península, con el propósito de visitar las edificaciones realizadas por los misioneros evangelizadores españoles, durante la época colonial, particularmente entre los siglos XVI y XVII y que revisten un interés histórico y arquitectónico.

## Ubicación
Estos conventos franciscanos están enclavados principalmente en la zona sur de la entidad, aunque también los hay en menor número pero de igual magnificencia, en algunas poblaciones del norte del estado como Izamal, que tiene una de las edificaciones conventuales más importantes de la región.

## Diversas rutas
Normalmente se parte desde Mérida, la capital de Yucatán, hacia el sur, pasando por Umán, rumbo a Muna, Ticul y Oxkutzcab. A partir de aquí, en una segunda ruta, se sigue hacia Maní, Tipikal, Teabo, Chumayel, Mama, Tekit, Telchaquillo, Tecoh, Acanceh, Kanasín, Cholul, para finalmente regresar a la ciudad de Mérida.
Por estas rutas se transcurre por varios sitios de interés arqueológico como Mayapán, por algunas haciendas henequeneras, así como por las grutas de Loltún y Tzab Nah. También se pasa por algunos cenotes que resulta interesante visitar.
Hay otra ruta denominada del este, que conduce de Mérida hacia Izamal pasando por Motul, Tixkokob y Hoctún, ciudades en las que se pueden admirar iglesias también franciscanasas de atractivo arquitectónico, pero la expresión superlativa de estas edificaciones ha de encontrarse en la Ciudad de los Cerros como se llama a Izamal.